# Cinguloterebra fujitai
Cinguloterebra fujitai is een slakkensoort uit de familie van de Terebridae. De wetenschappelijke naam van de soort is voor het eerst geldig gepubliceerd in 1952 door Kuroda & Habe.